# ヴイーヴル

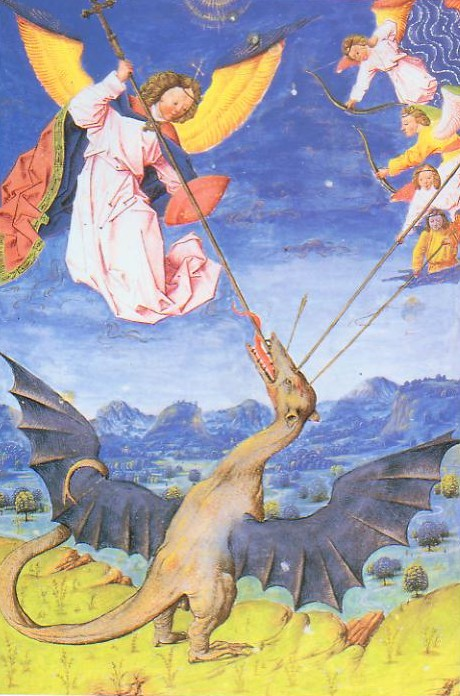
ヴイーヴル（1448年画）

ヴイーヴル（仏: Vouivre）は、主にフランスに伝わるドラゴンの一種。イングランドで伝えられるワイヴァーン（Wyvern）のフランス版であるといわれる。名前はラテン語でマムシ（クサリヘビ）を意味する vipera から派生。ニヴェルネー地方では、ウィーヴル（Wivre）または、ギーヴル（Guivre）と呼ばれ、ヌヴェール（フランス中部の都市）周辺の地方ではウイヴルとして知られている。

## 解説
ヴイーヴルは、蝙蝠の翼を持った、上半身は女性、下半身は蛇の姿で、宝石（ダイヤモンド、あるいはガーネット）の瞳を持つとされる。普段は地底に棲んでおり、宝石の瞳を明かりにしていると言う。
また、ヴイーヴルには雌しかいないとも言われる。
フランスのフランシュ・コンテ地方においては、ヴイーブルはジュラ山脈でよく見られ、無人の城を棲家としていた。移動時には額の真ん中にあるダイヤモンドを目の代わりにしていたという。水を飲むときにダイヤモンドを外し、水辺に置いた。もし人間がそのダイヤを盗めたら世界一の権力者になれると伝えられている。しかしダイヤを額に着けていないヴイーヴルを見た者はいないという。この伝承は、宝を守るドラゴン伝承の類型であり、ギリシア神話のラドン伝承に近いが、キリスト教の竜退治伝承から来たものではない。
後世では、蝙蝠の翼と鷲の足と蛇の尾を持ち、額にガーネットをはめ込んだ美女の精霊とされた。姿についてはメリュジーヌ伝承を強く受けているものと考えられているが、メリュジーヌがヴイーヴルの種族に属しているという節もある。紋章に描かれるヴイーヴルには、その口に子供をくわえたものがみられる。この場合のヴイーヴルは、メリュジーヌと同様の母性的な存在とみなされている。